# Cephalopterus glabricollis
Cephalopterus glabricollis là một loài chim trong họ Cotingidae.